# Ахмед Сафи
Ахмед Ал Сафи (на арабски: احمد الصافي) е иракски скулптор.
Роден е в град Дивания, Ирак, през 1971 г. Учи скулптура в Академията по изящни изкуства в Багдад. През 2000 г. печели наградата за млади скулптори „Исмаил Фатах Ал Тюрк“. От 2005 г. Ал Сафи живее във Франция.
Произведенията на Ал Сафи отразяват загрижеността на едно поколение иракски художници от 1990-те, което живее по време на международно ембарго и диктатура в страната си. По време на периода на ембаргото , Ал Сафи прави скулптури и картини в студиото си в Багдад, и творбите му са колекционирани от чуждестранни дипломати и други западни гости, както и колекционери от Близкия изток. .
В работите си използва и теми от древността – месопотамската култура, включително аграрните и риболовни мотиви .